# إيفان كوزنيتسوف
إيفان كوزنيتسوف (بالروسية: Кузнецов, Иван Юрьевич)‏ هو منافس ألعاب قوى روسي، ولد في 16 يناير 1986 في Mozhginsky District ‏ في روسيا.

## روابط خارجية
- إيفان كوزنيتسوف على موقع Paralympic.org (الإنجليزية)
- إيفان كوزنيتسوف على موقع IPC.InfostradaSports.com (مؤرشف) (الإنجليزية)